# Список авиационных потерь международной коалиции в Афганистане
В данном списке перечислены самолёты и вертолёты международной коалиции, потерянные в ходе операции в Афганистане после 2001 года. Приведены только безвозвратные потери (то есть летательные аппараты, которые были полностью уничтожены или списаны из-за невозможности ремонта), как боевые, так и небоевые. Список составлен по материалам открытых источников и не претендует на полноту; в частности, в нём не указаны летательные аппараты, которые совершили вынужденную посадку по техническим причинам или из-за боевых повреждений и не могут быть достоверно определены как уничтоженные или списанные из-за отсутствия более подробной информации.

## Вертолёты

### 2001
- 19 октября 2001  — MH-60K «Блэк Хок» (сер. номер 91-26374, Рота C, 1-го батальона, 160-го авиаполка спецопераций, командования спецопераций Армии США). Потерпел катастрофу в условиях пыльной бури при выполнении ночного  полёта над территорией Пакистана вблизи афганской границы. Двое военнослужащих США погибли, трое получили ранения.[1][2][3]
- 2 ноября 2001 — MH-53M «Пэйв Лоу IV» (сер. номер 69-5791, 20-й эскадрильи спецопераций, 16-го крыла спецопераций ВВС США). Во время спасательной миссии потерпел аварию в северной части Афганистана по причине плохих погодных условий. 4 члена экипажа получили ранения и были эвакуированы спустя 5 часов вторым вертолётом. Повреждённый вертолёт был уничтожен ударом с воздуха для предотвращения попадания в руки противника.[4][5]
- 6 декабря 2001  — UH-1N «Ирокез» (номер 160440, 365-я эскадрилья средних вертолётов Корпуса морской пехоты США). Упал и загорелся во время взлёта с территории военной базы морской пехоты Camp Rhino к югу от Кандагара для отражения атаки талибов. Причиной аварии названо падение подъёмной мощности при попадании вертолёта в пылевой вихрь. Лёгкие ранения получили 2 военнослужащих США.[6][7]

### 2002
- 19 января 2002 — CH-53E «Супер Стэллион» (сер. номер 163082, 361-й эскадрильи тяжёлых вертолётов, 16-й морской авиагруппы, 3-го морского авиакрыла Корпуса морской пехоты США). Потерпел катастрофу из-за отказа двигателей, в горной местности в районе Кабула в 40 милях к югу от авиабазы Баграм, уничтожен для предотвращения попадания в руки противника. Погибли 2 члена экипажа и 5 получили ранения.[8]
- 28 января 2002 — CH-47D «Чинук» (сер. номер 84-24174, 101-я воздушно-десантная дивизия США). При посадке в окрестностях города Хост в условиях сильной запылённости опрокинулся на бок и загорелся. Из 24-х человек находившихся на борту 16 военнослужащих получили ранения и травмы. Повреждённый вертолёт позднее был уничтожен.[9]
- 4 марта 2002 — MH-47E «Чинук» (сер. номер 92-00475, 160-й авиационный полк специальных операций Армии США). Попал под шквальный огонь противника в ходе операции «Анаконда» и совершил вынужденную посадку в высокогорной местности на востоке страны. Позднее уничтожен для предотвращения попадания в руки противника. При обстреле вертолёта были убиты 7 военнослужащих США.[10]
- 18 марта 2002 — MH-53M «Пэйв Лоу IV» (сер. номер 68-8286, 20-й эскадрильи спецопераций, 16-го крыла спецопераций ВВС США). Разбился во время посадки в районе Тарин Ковт в провинции Урузган в условиях плохой видимости. Из находившихся на борту   сил специальных операций США, трое военнослужащих  получили различной степени травмы и были эвакуированы спасательной командой. Вертолёт в результате аварии получил существенные повреждения и был признан не подлежащим восстановлению.[11][12][13]
- 10 апреля 2002 — AH-64A «Апач» (сер. номер 89-00209, рота А, 3-й батальон, 101-я воздушно-десантная дивизия Армии США). Разбился к северо-востоку от Кандагара по техническим причинам в ночное время, при возвращении в паре с другим вертолётом из боевой миссии. Оба члена экипажа получили серьёзные травмы.[14][15][16]
- 13 августа 2002 — AH-64A «Апач» (сер. номер 88-00261, Армия США). Потерпел аварию по техническим причинам во время полёта в высокогорных условиях к югу от Кабула. Оба члена экипажа получили незначительные травмы. Повреждённый вертолёт был уничтожен.[17][18]
- 21 декабря 2002 — CH-53GS «Си Стэллион» (сер. номер 85+09, 25 авиаполка Сухопутных войск Германии). Разбился на окраине Кабула во время патрулирования местности. Погибли все 7 военнослужащих немецкого контингента ISAF, находившихся на борту. Очевидцы катастрофы сообщили, что во время полёта у вертолёта загорелся один из двигателей. В качестве причины катастрофы была названа неправильная сборка узлов вертолёта, после его доставки из Германии в Афганистан.[19][20]

### 2003
- 30 января 2003 — MH-60L «Блэк Хок» (сер. номер 89-26185, 160-й авиационный полк специальных операций, Армия США). Потерпел катастрофу в ходе тренировочного полёта восточнее авиабазы Баграм. Весь экипаж — 4 человека — погиб.[21]
- 23 марта 2003 — HH-60G «Пэйв Хок» (сер. номер 97-26778, 347-й оперативной группы, ВВС США). Разбился в 40 км к северу от Газни во время вылета на эвакуацию 2 раненых афганских детей. Катастрофа произошла при попытке  дозаправки в воздухе. Погибли все 6 военнослужащих США находившиеся на борту.[22][23]
- 24 апреля 2003 — CH-47D «Чинук» (сер. номер 90-00217, рота "С", 7-го батальона, 101-го авиаполка, 101-й авиабригады, 159-й авиагруппы, 101-й воздушно-десантной дивизии Армии США). В результате отказа двигателя совершил жёсткую посадку в районе Спин-Болдак в провинции Кандагар. Из 41 военнослужащего, находившихся на борту, никто не пострадал. Повреждённый вертолёт позднее был уничтожен силами ISAF для предотвращения попадания в руки противника.[24]
- 3 июня 2003 — AH-64A «Апач» (сер. номер 89-00258, Армия США). Потерпел аварию к северо-западу от Ургуна, провинция Пактика. Пилоты не пострадали, вертолёт уничтожен для предотвращения попадания в руки противника.[25][26]
- 23 ноября 2003 — MH-53M «Пэйв Лоу IV» (сер. номер 70-1625, 20-й эскадрильи спецопераций, 16-го крыла спецопераций ВВС США). Потерпел катастрофу из-за отказа двигателя вскоре после взлёта с военной авиабазы в Баграме. Из 13  военнослужащих США, находившихся на борту, 5 погибли, остальные получили ранения.[27][28]

### 2004

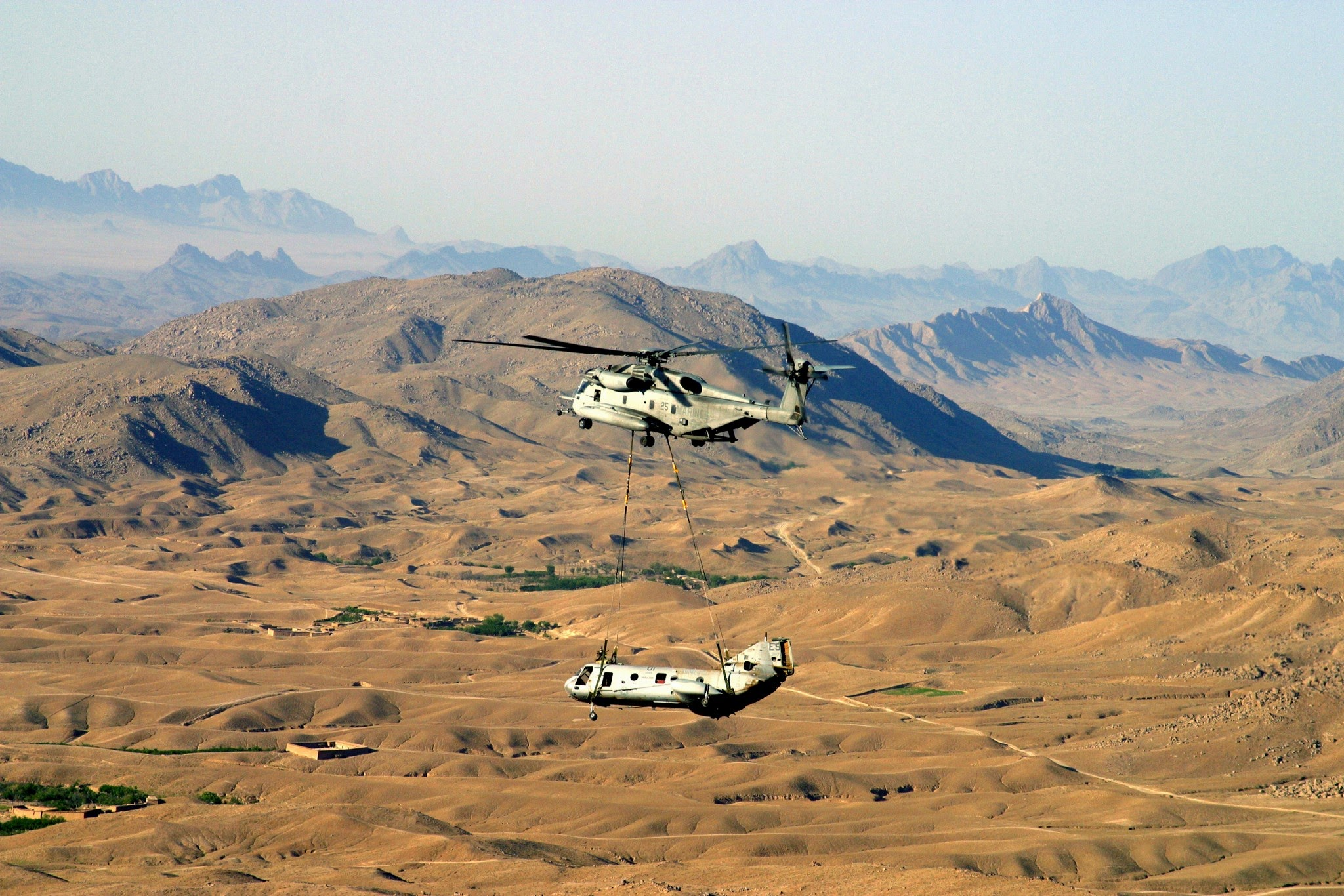
Морские пехотинцы из эскадрильи HMH-461 эвакуируют поврежденный в результате крушения CH-46 «Си Найт» из HMM-266. Афганистан, 2004 год

- 26 апреля 2004 — CH-46Е «Си Найт» (266-й эскадрильи средних морских вертолётов, КМП США) Разбился при посадке из-за потери подъёмной мощности и пространственной дезориентации пилотов в условиях сильной запылённости. О пострадавших не сообщалось. Повреждённый вертолёт был списан, возвращён в США и отправлен на «кладбище костей» — в центр складирования авиакосмической техники, выведенной из состава военной авиации США, в штате Аризона. В дальнейшем разобран на запчасти, для реставрации выставочного экспоната в Музее авиации Северной Каролины.[29][30][31][32]
- 28 июня 2004 — AH-64A «Апач» (сер. номер 89-00263, Армия США). Совершил аварийную посадку к северу от Калата в провинции Забуль и сгорел. Экипаж отделался незначительными травмами.[33][34]
- 12 августа 2004 — UH-60L «Блэк Хок» (сер. номер 96-26699, рота B 2-го батальона 25-го авиационного полка Армии США). Потерпел катастрофу в провинции Хост в результате «воздушного лихачества» пилота. Погиб 1 член экипажа, остальные 14 военнослужащих США получили травмы.[35][36]
- 29 августа 2004 — AH-64D «Апач» (сер. номер Q-20, Королевские ВВС Нидерландов). Во время патрулирования местности из-за ошибки пилота потерпел аварию в 20 км к северу от Кабула. Впоследствии списан. Один из членов экипажа в результате аварии получил лёгкие травмы.[37][38]
- 20 октября 2004 — HH-60G «Пэйв Хок» (сер. номер 87-26014, 66-й спасательной эскадрильи, ВВС США). Разбился в провинции Герат к востоку от Шинданда при попытке эвакуировать раненного афганца, когда из-за плохой видимости задел винтом стену каньона, перевернулся и скатился вниз. Пострадали 3 члена экипажа, 1 из них умер от полученных травм на следующий день. Повреждённый вертолёт уничтожен американскими военными на месте аварии.[39][40]
- 16 декабря 2004 — OH-58D «Кайова» (сер. номер 96-00033, Армия США). Упал в провинции Герат в 4 километрах к северу от аэродрома Шинданд. Оба пилота получили ранения, вертолёт полностью разрушен.[41][42]

### 2005

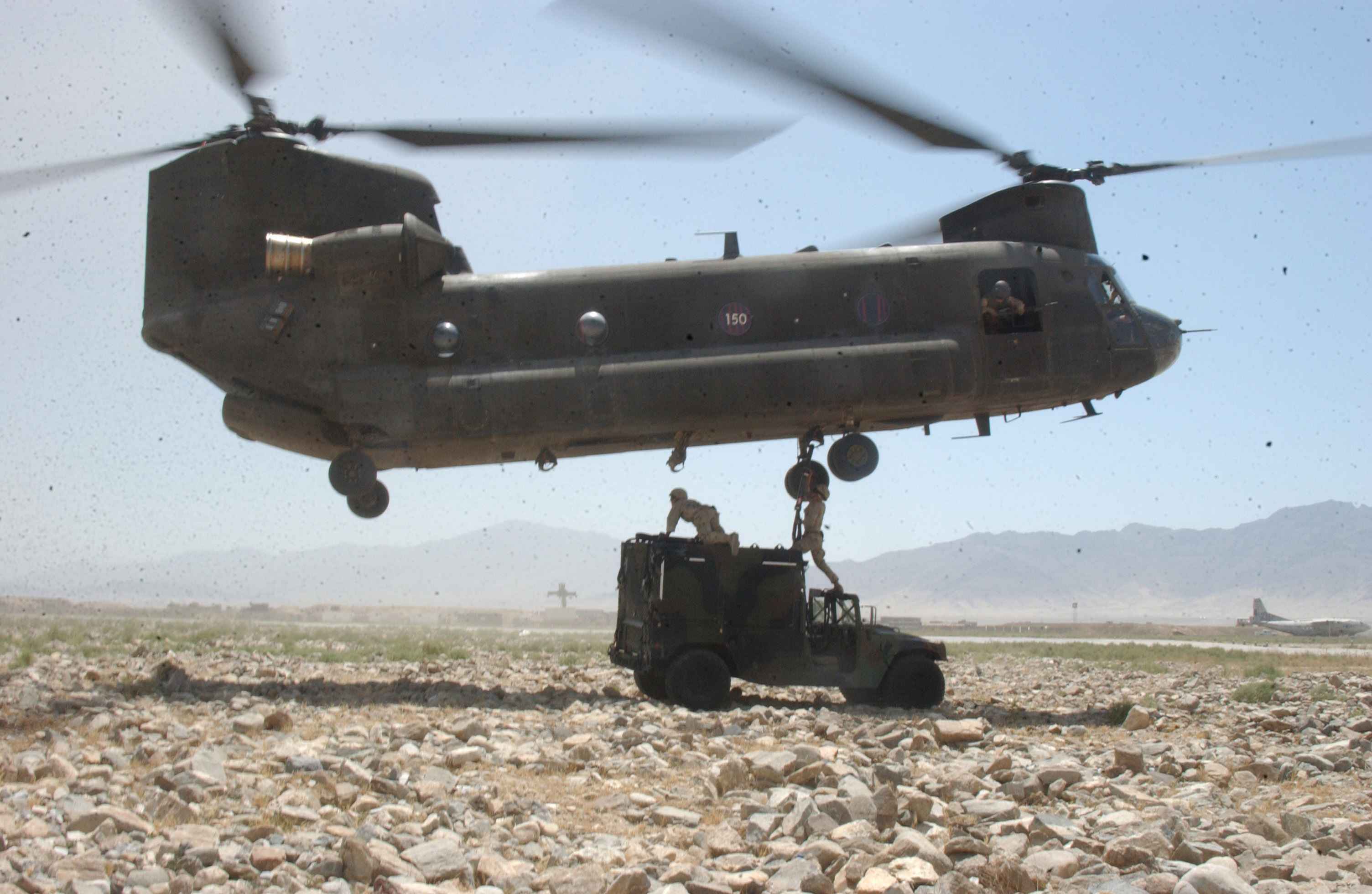
CH-47 «Чинук» в Афганистане, 2004 год

- 6 апреля 2005 — CH-47D «Чинук» (сер. номер 88-00100, рота «F», 159-й авиационный полк, Армии США). Потерпел катастрофу в районе Дах Худайдад к юго-западу от города Газни в условиях песчаной бури при возвращении на авиабазу Баграм. Погибли 15 военнослужащих США и 3 американских гражданских специалиста компании Халлибёртон.[43][44][45]
- 28 июня 2005 — MH-47D «Чинук» (сер. номер 89-00146, 160-й авиационный полк специальных операций Армии США). Сбит выстрелом РПГ в районе Асадабада в провинции Кунар близ афгано-пакистанской границы.  Погибли 16 человек, все — военнослужащие специальных подразделений США, в том числе 8 из подразделения SEAL.[46]
- 27 июля 2005 — CH-47D (сер. номер D-105, 298-я эскадрилья Королевских ВВС Нидерландов). Перевернулся и сгорел при посадке в ночных условиях к юго-западу от города Спин Болдак в провинции Кандагар. Причина катастрофы — ошибочные действия экипажа. На борту находились 6 военнослужащих коалиционных сил и 25 военнослужащих АНА. Пострадавших нет.[47]
- 29 июля 2005 — AH-64D «Апач» (сер. номер 00-05179, Армия США). Разбился во время тренировочного полёта на полигоне в районе авиабазы Баграм. Оба члена экипажа получили ранения.[48][49]
- 16 августа 2005 — AS.532 «Кугуар» (сер. номер ET 657, Вооружённые силы Испании). Потерпел катастрофу в окрестностях Герата. Погибли все 17 военнослужащих находившихся на борту. Официально причиной катастрофы названы плохие погодные условия и ошибочные действия экипажа. Во время экстренной посадки второго «Кугуара» (сер. номер ET 651), летевшего следом, 5 человек получили травмы, а сам вертолёт — повреждения.[50][51][52]
- 25 сентября 2005 — CH-47D «Чинук» (сер. номер 90-00200, рота D 113-го авиационного полка Национальной гвардии США). Сбит из РПГ в районе Дей Чопан в провинции Забуль при возвращении на базу после высадки десанта. Погибли 5 членов экипажа.[53][54]
- 7 октября 2005 — MH-47D «Чинук» (сер. номер 89-00160, 160-й авиационный полк специальных операций Армии США). Разбился  в провинции Кунар, когда при посадке в боевой зоне, задел лопастями ротора землю и перевернулся. Из семи человек на борту три члена экипажа получили незначительные травмы. Вертолёт уничтожен.[55][56]
- 31 октября 2005 — CH-47D (сер. номер D-104, 298-я эскадрилья Королевских ВВС Нидерландов). Совершил жёсткую посадку в горной местности во время перелёта из Мазари-Шариф в Кандагар. Причина — ошибочные действия экипажа. Ранения получил 1 военнослужащий. Вертолёт уничтожен для предотвращения попадания в руки противника.[47]
- 4 декабря 2005 — CH-47D «Чинук» (сер. номер 91-00269, рота D 113-го авиационного полка Национальной гвардии США). Подбит огнём противника во время посадки севернее Кандагара и сгорел. На борту находилось 5 членов экипажа и 30 военнослужащих США, двое получили ранения, остальные не пострадали.[54][57]

### 2006
- 28 апреля 2006 — AH-64A «Апач» (сер. номер 90-00338, Национальная гвардия США). Разбился в пустыне в районе Калат в провинции Забуль во время боевого вылета. Причина катастрофы — ошибочные действия экипажа второго вертолёта. Один из пилотов получил тяжёлые ранения, второй отделался незначительными травмами.[58][59]
- 5 мая 2006 — CH-47D «Чинук» (сер. номер 85-24349, 3-го батальона, 10-го авиационного полка, Армии США). Потерпел катастрофу в горной местности под Асадабадом в провинции Кунар во время миссии в поддержку операции «Горный лев», когда при посадке в ночное время на краю скалы, врезался ротором в дерево и упал с обрыва. Погибли  10 военнослужащих США, находившиеся на борту. Один военнослужащий выжил, успев в последний момент выпрыгнуть из падающего вертолёта.[60][61][62]
- 2 июля 2006 — AH-64A «Апач» (Национальная гвардия США). Разбился около 8:30 вечера вскоре после взлёта с аэродрома в Кандагаре. Один член экипажа погиб, второй получил ранения.[63]
- 11 июля 2006 — MH-47E «Чинук» (сер. номер 91-00497, 160-й авиационный полк специальных операций Армии США). Попал под обстрел противника и совершил вынужденную посадку в районе Сангин, провинции Гильменд. Ввиду сильных повреждений, полученных при посадке, вертолёт впоследствии был уничтожен ударом с воздуха. Среди находившихся на борту пострадавших не было.[64][65]

### 2007
- 18 февраля 2007 — MH-47E «Чинук» (сер. номер 92-00472, 160-й авиационный полк специальных операций Армии США). Потерпел катастрофу в провинции Забуль из-за отказа двигателя. Из 22-х человек на борту 8 военнослужащих США погибли и 14 получили ранения.[66]
- 30 мая 2007 — CH-47D «Чинук» (сер. номер 86-01644, 3-й батальон 82-го авиационного полка Армии США). Сбит предположительно из ПЗРК в районе Каджаки в провинции Гильменд в ходе ночной операции. Погибли 5 членов экипажа, 1 канадский и 1 британский военнослужащие.[67][68]
- 10 августа 2007 — CH-47D «Чинук» (сер. номер 83-24123, Армия США). Получил сильные повреждения, когда попал под винт другого CH-47, во время рулёжки на авиабазе в Баграме. Пострадавших не было. Повреждённый вертолёт, по имеющимся данным, был списан.[69][70]
- 13 августа 2007 — AH-64D «Апач» (целевая группа Desert Hawk, 1-й батальон, 285-й авиационный полк Национальной гвардии США). Разбился в районе Джаджи в провинции Пактия. В условиях низкой видимости при попытке перелететь через горный хребет зацепил склон горы и скатился вниз. Пилоты успели покинуть разбившуюся машину до того, как она загорелась.[71]
- 13 августа 2007 — AH-64D «Апач» (целевая группа Desert Hawk, 1-й батальон, 285-й авиационный полк Национальной гвардии США). Разбился в районе Джаджи в провинции Пактия во время операции по обеспечению безопасности пострадавшего экипажа первого «Апача». Пролетая в районе поиска обломков, задел хвостовым ротором склон горы и, потеряв управление, врезался в склон холма. Члены обоих экипажей получили лишь незначительные травмы и были эвакуированы спасательной командой. Оба вертолёта уничтожены.[71]
- 25 сентября 2007 — AS.332F «Супер Пума» (сер. номер HD.21-6, 48-е авиакрыло, ВВС Испании). Перевернулся при посадке и получил серьёзные повреждения, выполняя в ночное время эвакуацию раненных афганских полицейских в провинции Бадгис. Члены экипажа с различными травмами были эвакуированы вторым вертолётом. Повреждённый вертолёт уничтожен бомбовым ударом.[72][73][74]

### 2008
- 5 июня 2008 — OH-58 «Кайова» (сер. номер 94-0063, 96-й авиабатальон, 101-й авиабригады,   101-й воздушно-десантной дивизии, Армии США). Потерпел катастрофу во время испытательного полёта на аэродроме в Кандагаре. Оба члена экипажа погибли.[75]
- 17 июня 2008 — CH-47 «Чинук» (Армия США). Совершил жёсткую посадку в провинции Нуристан и соскользнул в овраг. Экипаж успел эвакуироваться и не пострадал. Повреждённый вертолёт был уничтожен на месте силами ISAF.[76][77]
- 25 июня 2008 — OH-58 «Кайова» (Армия США). Совершил жёсткую посадку в провинции Кунар в районе Вата Пур близ афгано-пакистанской границы, из-за пожара в двигателе.   Оба члена экипажа покинули аварийную машину, не получив серьёзных травм.[78][79][80]
- 1 июля 2008 — CH-46Е «Си Найт» (сер. номер 153992, 365-й эскадрильи средних морских вертолётов, КМП США) Совершил жёсткую посадку вблизи английской передовой оперативной базы Dwyer в округе Гармсир  провинции Гильменд.  В момент аварии на борту находилось 8 морских пехотинцев США и 1 британский солдат. О пострадавших не сообщалось.[81][82]
- 2 июля 2008 — UH-60L «Блэк Хок» (5-й батальон, 101-го авиаполка, Армия США). Во время боевого вылета был подбит огнём противника и совершил вынужденную посадку в районе Харвар в провинции Логар. Экипаж благополучно покинул вертолёт до того как тот загорелся, и был эвакуирован спасательной командой. Повреждённый вертолёт позднее  уничтожен авиаударом.[83][84]
- 4 сентября 2008 — Westland Apache AH1 «Апач» (сер. номер ZJ177, Армейская авиация Великобритании). Совершил жёсткую посадку вскоре после взлёта с передовой оперативной базы Edinburgh в провинции Гильменд. Экипаж отделался незначительными травмами.  Причиной аварии послужили неправильные действия экипажа в условиях пониженной видимости. Вертолёт в результате происшествия получил сильные повреждения и впоследствии был списан.[85][86][87]

### 2009
- 16 января 2009 — HH-60G «Пэйв Хок» (106-го спасательного авиакрыла, Национальной гвардии США). Упал к северу от Кабула из-за неблагоприятных погодных условий во время выполнения спасательной миссии. На борту находилось 7 человек. Погибших нет. Списан, как не подлежащий ремонту.[88][89][90]
- 17 января 2009 — CH-47F «Чинук» (сер. номер 05-08012, 7-й батальон 101-го авиационного полка Армии США). Был обстрелян с земли, совершил жёсткую посадку в провинции Кунар, опрокинулся и сгорел. На борту находилось 7 человек, погиб 1 военнослужащий США.[91][92]
- 22 мая 2009 — AH-64D «Апач» (Рота С, 1-го батальона, 82-го разведывательного авиаполка, 82-й боевой авиабригады, 82-й воздушно-десантной дивизии, 18-го воздушно-десантного корпуса Армии США). Разбился при выполнении боевого задания в районе Тарин Ковт провинции Урузган. Причина падения — механическая неисправность. Один из пилотов погиб, второй — получил ранения.[93]
- 6 июля 2009 — CH-146 «Грифон» (сер. номер 146434, 430-я тактическая вертолётная эскадрилья, ВВС Канады). При взлёте с американской военной базы в провинции Забуль, в условиях плохой видимости задел за стену ограждения, упал на бок и загорелся. Погибли два члена экипажа и один британский военнослужащий. Ещё два члена экипажа и один пассажир были ранены.[94][95].
- 29 июля 2009 — HH-60G «Пэйв Хок» (129-я спасательная эскадрилья Национальной гвардии США). Попал под обстрел противника во время проведения спасательной операции на юге Афганистана и совершил вынужденную посадку в двух милях от места боя. Один из пилотов в ходе обстрела получил осколочные ранения. Экипаж повреждённого вертолёта и трое раненых военнослужащих США были эвакуированы с места вынужденной посадки силами коалиции. Впоследствии, при попытке эвакуировать сам повреждённый вертолёт, произошло возгорание разлившегося топлива, в результате чего он полностью сгорел.[96][97]
- 31 июля 2009 — Ми-24 (Армия Польши). Получил сильные повреждения в результате аварийной посадки из-за возгорания двигателя, после обстрела с земли в окрестностях Кабула и последующего пожара. Из находившихся на борту девяти военнослужащих польского контингента никто серьёзно не пострадал. Повреждённый вертолёт впоследствии списан.[98][99][100]
- 6 августа 2009 — AH-1W «Супер Кобра» (сер. номер 165055, 169-й морской лёгкой вертолётной эскадрильи, Корпуса морской пехоты США). При возвращении с боевого вылета из-за механических проблем совершил жёсткую посадку в провинции Гильменд в 6 км к северо-востоку от патрульной базы Jaker и загорелся. Оба пилота успели покинуть вертолёт и были эвакуированы силами ISAF. Пострадавших нет. Остатки вертолёта позднее были уничтожены.[101][102][103]
- 19 августа 2009 — HC.2 «Чинук» (сер. номер ZA709, 7-й эскадрильи Королевских ВВС Великобритании). Попал под обстрел и в результате полученных повреждений совершил жёсткую посадку в районе Санджин в провинции Гильменд. На борту находились только 4 члена экипажа. Никто не пострадал. Вертолёт позднее уничтожен авиаударом.[104]
- 30 августа 2009 — HC.2 «Чинук» (сер. номер ZA673, 1310-го авиаотряда Королевских ВВС Великобритании). Совершил жёсткую посадку в результате возгорания двигателя в районе Санджин провинции Гильменд. Никто из 19-ти человек, находившихся на борту не пострадал. Повреждённый вертолёт был подорван силами коалиции.[105]
- 17 октября 2009 — UH-60 «Блэк Хок» (Армия США). Совершил жёсткую посадку в горном районе провинции Нуристан во время выполнения операции по поиску самолёта C-12 «Гурон». Экипаж не пострадал и был эвакуирован. Вертолёт подорван на месте силами коалиции 25 октября.[106]
- 26 октября 2009 — MH-47G «Чинук» (сер. номер 04-03747, 3-й батальон, 160-го авиаполка спецопераций Армии США). Потерпел катастрофу в ночное время в районе Кадис в провинции Бадгис при возвращении из рейда по борьбе с наркоторговцами. Официальная версия катастрофы — плохая видимость в условиях сильной запылённости и потеря подъёмной мощности двигателей. Погибли 10 человек (7 военнослужащих США и 3 агента Управления по борьбе с наркотиками США) и 23 человека получили ранения (14 афганских военнослужащих, 8 военнослужащих США и 1 агент DEA).[107][108]
- 26 октября 2009 — AH-1W «Супер Кобра» (сер. номер 165333, 169-й морской лёгкой вертолётной эскадрильи, 39-й морской авиагруппы, 3-го морского авиакрыла, 1-х морских экспедиционных войск, Корпуса морской пехоты США). Столкнулся с вертолётом UH-1N (сер. номер 159190) в провинции Гильменд, при выполнении боевого задания. Оба члена экипажа погибли.[107]
- 26 октября 2009 — UH-1N «Ирокез» (сер. номер 159190, 169-й морской лёгкой вертолётной эскадрильи, 39-й морской авиагруппы, 3-го морского авиакрыла, 1-х морских экспедиционных войск, Корпуса морской пехоты США). Столкнулся с вертолётом AH-1W (сер. номер 165333) в провинции Гильменд, при выполнении боевого задания. Погибли 2 члена экипажа, ещё 2 военнослужащих получили ранения.[107]
- 3 декабря 2009 — Ми-24 (Армия Польши). Разбился сразу после  взлёта с польской военной базы в провинции Газни. На борту находилось 3 члена экипажа и 7 военнослужащих польского контингента. Серьёзно пострадавших в результате происшествия  не было. Вертолёт получил сильные повреждения и впоследствии признан не подлежащим восстановлению.[100][109][110]

### 2010
- 23 марта 2010 — S-70A-28 «Блэк Хок» (Сухопутные войска Турции). При посадке на базе турецкого контингента в Майдан Шар в провинции Вардак задел винтом склон горы, перевернулся и скатился вниз. В результате происшествия ранения получили двое турецких военнослужащих. Вертолёт — разрушен.[111][112][113]
- 10 мая 2010 — MH-60 «Блэк Хок» (Армия США). Совершил вынужденную посадку в уезде Санджин провинции Гильменд после того, как возвращаясь на базу с боевого вылета, попал под огонь противника. Члены экипажа не пострадали и были эвакуированы. Повреждённый вертолёт был уничтожен ударом с воздуха.[114]
- 9 июня 2010 — HH-60G «Пэйв Хок» (55-й спасательной эскадрильи, 563-й спасательной авиагруппы, 23-го авиакрыла, 9-й воздушной армии ВВС США). Сбит выстрелом из РПГ в уезде Санджин провинции Гильменд, при выполнении задания по эвакуации раненных британских военнослужащих. Из 7-ми человек экипажа — 4 погибли на месте, 3 были ранены, 1 из пострадавших скончался от ран три недели спустя.[115][116]
- 21 июня 2010 — UH-60 «Блэк Хок» (сер. номер 92-26448, Рота С, 5-го батальона,101-го авиаполка, 101-й авиабригады, 101-й воздушно-десантной дивизии Армии США). При заходе на посадку, в ночных условиях, в районе Шах Вали Кот в провинции Кандагар, из-за ошибки пилота столкнулся с песчаным барханом, перевернулся и загорелся. На борту находились 4 члена экипажа, 10 австралийских военнослужащих и афганский переводчик. Погибли 3 австралийских военнослужащих и 1 из пилотов. Остальные получили различные ранения.[117][118]
- 23 июня 2010 — AW101 «Мерлин» НС.3 (сер. номер ZJ138, 28-я эскадрилья Королевских ВВС Великобритании). Совершил жёсткую посадку  вблизи  военной базы британского контингента Camp Bastion в провинции Гильменд. Экипаж не пострадал. Вертолёт, получивший в результате происшествия серьёзные повреждения, был возвращён в Великобританию и впоследствии списан.[119][120][121]
- 22 июля 2010 — AH-1W «Супер Кобра» (39-й морской авиагруппы, 3-го морского авиакрыла, 1-х морских экспедиционных сил корпуса морской пехоты США). Сбит выстрелом из РПГ при выполнении боевого задания около города Лашкаргах в провинции Гильменд. Оба члена экипажа погибли.[122][123]
- 25 июля 2010 — CH-47F «Чинук» (сер. номер 08-08048, рота «B», 6-й авиабатальон, 101-й авиационный полк, 101-й воздушно-десантной дивизии, Армии США). Упал на территории военной базы Camp Blackhorse в Кабуле из-за поломки двигателя. На борту находилось 6 членов экипажа и 22 пассажира. Ранения получил один человек. Повреждённый вертолёт был списан, возвращён в США и в настоящее время используется в качестве учебного пособия в тренировочном центре во Флориде.[124][125]
- 5 августа 2010 — CH-147D «Чинук» (сер. номер 147202, ВВС Канады). Сбит противником, огнём из стрелкового оружия. Совершил вынужденную посадку в 20 км юго западнее Кандагара и уничтожен, в результате возникшего на борту пожара. Пострадали восемь из двадцати одного военнослужащего, находившегося на борту.[126].
- 21 сентября 2010 — UH-60L «Блэк Хок» (сер. номер 93-26517, Роты B, 5-го батальона, 101-го авиаполка, 101-й авиабригады, 101-й воздушно-десантной дивизии, XVIII воздушно-десантного корпуса Армии США). Разбился ранним утром в районе Дейчопан, расположенном в северо-западной части провинции Забуль, при выполнении боевого задания. По предварительным данным катастрофа произошла в результате технической неисправности. На борту находились 10 военнослужащих США, 1 гражданский и 1 военнослужащий АНА. Погибли 9 военнослужащих США, в том числе 3 из подразделения SEAL. Остальные получили ранения разной степени тяжести.[127][128]
- 3 ноября 2010 — SA-342M «Газель» (Армия Франции). Из-за технических проблем, совершил жёсткую посадку сразу после взлёта с передовой базы Morales-Frazier в районе Ниджраб в провинции Каписа. Двое пилотов, находившихся на борту, отделались незначительными травмами. Вертолёт в результате аварии получил существенные повреждения и признан не подлежащим восстановлению.[129][130]

### 2011
- 26 января 2011 — Ми-24 (Армия Польши). Упал и загорелся во время взлёта с польской военной базы в провинции Газни. Вероятная причина крушения — техническая неисправность. Признан не подлежащим восстановлению. На борту находилось четыре члена экипажа и военнослужащий США. Пострадавших нет.[100][131]
- 4 февраля 2011 — EC665 «Тайгер» (рег. номер 2032/BHY, 5-го полка боевых вертолётов, Армейской авиации Франции) Совершил жёсткую посадку в районе Суроби, в провинции Кабул к востоку от столицы, когда во время ночной миссии сопровождения в плохих погодных условиях задел хвостовым ротором склон горы. Двое пилотов в результате аварии получили незначительные травмы. Повреждённый вертолёт был эвакуирован на следующий день и впоследствии признан неремонтнопригодным.[132][133][134]
- 23 апреля 2011 — OH-58D «Кайова» (1-й батальон, 10-го авиаполка, 10-й авиабригады, 10-й горной дивизии, XVIII воздушно-десантного корпуса Армии США). Во время боевого вылета был подбит из гранатомёта и совершил жёсткую посадку в провинции Каписа в уезде Аласэй, расположенном в 65 километрах к северу от Кабула. Один пилот от полученных ран скончался на месте, второй с ранениями был эвакуирован поисково-спасательной командой. Во время операции по спасению экипажа огнём с земли был повреждён ещё один вертолёт, 1 военнослужащий США был убит и 1 ранен. Разбившийся вертолёт  уничтожен силами коалиции.[135][136][137]
- 16 мая 2011 — CH-147D «Чинук» (сер. номер 147205, ВВС Канады). Перевернулся и получил серьёзные повреждения в результате ошибочных действий пилота, при ночной высадке десанта в районе Панджвай в провинции Кандагар. Из тридцати человек, находившихся на борту, 1 канадский военнослужащий был серьёзно ранен, ещё 8 получили незначительные травмы. Повреждённый вертолёт был эвакуирован на авиабазу в Кандагар и впоследствии возвращён в Канаду. В настоящее время списан и используется в качестве учебного пособия для обучения экипажей.[138][139][140]
- 26 мая 2011 — AH-64D «Апач» (сер. номер 04-05425, 1-й батальон, 4-й авиабригады Армии США). Разбился в провинции Пактика и сгорел. Один пилот погиб, второй получил ранения.[141]
- 30 мая 2011 — CH-47D «Чинук» (рег. номер А15-102, 5-го Авиационного полка армии Австралии). Потерпел крушение в 90 километрах к востоку от города Тарин Ковт (Tarin Kowt), в провинции Забуль, в 9 часов пополудни местного времени. На борту находилось 6 человек. Погиб 1 австралийский военнослужащий и 5 получили ранения. Повреждённый вертолёт впоследствии был уничтожен силами ISAF.[142]
- 5 июня 2011 — OH-58D «Кайова» (Армия США). Упал, при выполнении боевого задания, в провинции Хост, в уезде Сабари. Причина выясняется. Оба пилота — погибли.[143]
- 10 июня 2011 — SA-342M1 «Газель» (рег. номер 4158, Армия Франции). Разбился в 20 километрах от авиабазы в Баграме, в провинции Парван. Причина — неблагоприятные погодные условия. Оба пилота получили тяжёлые ранения. Один из них, от полученных ран, умер в больнице.[130][144]

- 25 июня 2011 — CH-47D «Чинук» (сер. номер 92-00306, Армия США). Потерпел аварию в горной местности в провинции Кунар на востоке страны при выполнении боевой миссии в поддержку операции «Удар молота». Причина аварии — механическая неисправность, либо столкновение с деревом. На борту находилось 30 человек — военнослужащие США и АНА. Ранено 12 человек, погибших нет. Повреждённый вертолёт, спустя пять дней, уничтожен ударом с воздуха.[145][146]
- 25 июля 2011 — CH-47F «Чинук» (сер. номер 08-08044, рота "В", 3-го батальона, 10-й горной дивизии, Армии США). Сбит выстрелом из РПГ в окрестностях авиабазы АНА Nangalam в провинции Кунар. Экипаж сумел посадить на землю подбитую машину. Из 20-ти военнослужащих, находившихся на борту, только двое  получили незначительные ранения. В результате крушения и вспыхнувшего на месте падения боя вертолёт  полностью сгорел.[147][148]
- 6 августа 2011 — CH-47D «Чинук» (сер. номер 89-00175, Национальная гвардия США) — вертолёт был сбит из РПГ в 3-00 в окрестностях города Саид Абад, провинция Вардак, во время проведения специальной операции. Погибли 22 бойца из спецподразделения SEALS, 5 членов экипажа, 3 военнослужащих США, 7 афганских военных, переводчик и служебная собака.[149]
- 7 августа 2011— AH-64D «Апач» (сер. номер 03-05415, Армия США). В результате ошибки в пилотировании совершил жёсткую посадку на склоне горы в провинции Хост. Члены экипажа не пострадали и были эвакуированы. После нескольких безуспешных попыток эвакуировать сам вертолёт, он был уничтожен на месте силами коалиции.[150][151]
- 8 августа 2011 — CH-47F «Чинук» (сер. номер 07-08731, рота "В", 3-й авиабатальон, 10-й горнострелковой дивизии, Армии США). Совершил жёсткую посадку в окрестностях районного центра Гардез в провинции Пактия. На борту находился только экипаж, который отделался незначительными травмами. Спустя несколько дней «восстановительная команда» подготовила повреждённый вертолёт к эвакуации с места аварии, демонтировав с него двигатели, но во время воздушной транспортировки на подвеске СН-53Е, экипаж последнего по неизвестной причине выпустили «Чинук», и он упал на землю с высоты в несколько десятков метров. В результате фюзеляж вертолёта был полностью разрушен.[152][153][154]
- 28 сентября 2011 — AH-1W «Супер Кобра» (сер. номер 165320, 269-й эскадрильи легких вертолётов, 29-й авиагруппы, 2-го авиакрыла, 2-й экспедиционной дивизии Корпуса морской пехоты США). Во время взлёта с базы морской пехоты Wolfpack в провинции Гильменд зацепился правой «лыжей» за искусственное покрытие вертолётной площадки, упал и загорелся. Один из пилотов от полученных ранений скончался в этот же день, второй отделался незначительными травмами.[155]

### 2012
- 19 января 2012 — CH-53D «Си Стэллион» (сер. номер 157174, 363-й эскадрильи тяжёлых вертолётов, 24-й авиагруппы, 1-го авиакрыла, 3-й экспедиционной дивизии Корпуса морской пехоты США). Разбился при выполнении ночной миссии снабжения в провинции Гильменд из-за возгорания в двигателе. Погибли все 6 военнослужащих США, находившихся на борту.[156][157]
- 16 марта 2012 — S-70A-28 «Блэк Хок» (сер. номер 10981, Сухопутные войска Турции). Упал на жилые постройки при выполнении патрулирования в районе Баграми провинции Кабул в 10:30 по местному времени. Погибли 12  военнослужащих турецкого контингента, находившиеся на борту, и две местные жительницы на земле. Один подросток получил сильные ожоги. Предварительная версия катастрофы — техническая неисправность.[158][159]
- 19 апреля 2012 — UH-60L «Блэк Хок» (сер. номер 90-26206, 2-й батальон, 25-го авиаполка, 25-й авиабригады, 25-й пехотной дивизии Армии США). Выполнял полёт по эвакуации пострадавших при проведении теракта в уезде Гармсер, провинции Гильменд афганских военнослужащих и потерпел крушение в 21:40 по местному времени, на подлёте к месту теракта. Основная версия катастрофы — плохие погодные условия. Находившихся на борту 4 военнослужащих США погибли.[160]
- 28 мая 2012 — AH-64D «Апач» (сер. номер 05-07012, 12-й боевой авиабригады, 5-го корпуса, 7-й армии США). Сбит огнём из стрелкового оружия во время патрулировании местности в районе Нерх в провинции Вардак, к юго-западу от Кабула.  Оба пилота погибли.[161][162][163]
- 6 июня 2012 — OH-58D «Кайова» (Армия США) Сбит огнём противника при выполнении боевого задания в районе Кара Баг в провинции Газни. Оба пилота погибли.[164]
- 21 июня 2012 — OH-58D «Кайова» (Армия США). Разбился на территории военной базы Сарабаг в городе Хост из-за отказа двигателя. Оба пилота получил тяжёлые травмы.[165][166][167]
- 22 июня 2012 — CH-47D «Чинук» (рег. номер А15-103, 5-го Авиационного полка армии Австралии). Получил серьёзные повреждения при жёсткой посадке на передовой оперативной базе Sarkari Karez в провинции Кандагар. Один член экипажа получил незначительные травмы. Повреждённый вертолёт был эвакуирован на авиабазу в Кандагар и впоследствии списан как не ремонтнопригодный.[168][169][170][171]
- 18 июля 2012 — HH-60G «Пэйв Хок» (рота "F",  5-го батальона, 159-го авиационного полка, 12-й боевой авиабригады, Армия США). Разбился в районе проведения боевой операции к юго-западу от Чагчаран - столицы провинции Гор, во время вылета на эвакуацию раненных военнослужащих АНА. По свидетельству представителя талибов - вертолёт столкнулся с горой и загорелся. Находившиеся на борту 4 члена экипажа получили различные ранения и были эвакуированы вторым вертолётом.[172][173]
- 3 августа 2012 — AS.332В «Супер Пума» (сер. номер HD.21-12, 48-е авиакрыло, ВВС Испании). Выполняя ночную спасательную миссию по эвакуации раненных в провинции Бадгис перевернулся при посадке в 50-ти километрах от города Бала Мургаб. Члены экипажа отделались незначительными травмами. Повреждённый вертолёт был эвакуирован на базу Кэмп-Арена в провинции Герат, затем доставлен в Испанию и впоследствии списан. В настоящее время используется в качестве экспоната в Музее авиации, при аэродроме Куатро-Вьентос в Мадриде.[174][175][176][177]
- 16 августа 2012 — UH-60L «Блэк Хок» (Рота А, 2-го батальона, 25-го авиаполка, 25-й авиабригады, 25-й пехотной дивизии Армии США). Сбит огнём противника во время боевого вылета в районе Шах Вали Кот в провинции Кандагар. Погибли все 11 человек находившихся на борту: 7 военнослужащих США, в том числе двое из подразделения SEAL, 3 военнослужащих АНА и переводчик-афганец.[178]
- 27 августа 2012 — CH-47 «Чинук» (сер. номер 92-00295, Национальная гвардия США). Получил тяжёлые повреждения во время жёсткой посадки в тёмное время суток в провинции Логар и был уничтожен силами коалиции. На борту находились только 5 членов экипажа. Экипаж не пострадал и был эвакуирован.[179][180]

- 5 сентября 2012 — OH-58D «Кайова» (сер. номер 92-00572, Армия США). Сбит талибами при выполнении боевого задания в районе Бабус в провинции Логар. Погибли оба члена экипажа.[181][182]
- 10 сентября 2012 — CH-47D «Чинук» (сер. номер 89-00142, 159-й авиационный полк, Армия США). При подготовке к вылету был поражён прямым попаданием ракеты, выпущенной со стороны талибов, и сгорел на территории авиабазы в Баграме. В результате 3 сотрудника Управления национальной безопасности Афганистана погибли, ещё 2 афганца и несколько военнослужащих коалиции были ранены.[183][184]

### 2013
- 7 февраля 2013 — OH-58D «Кайова» (Армия США). Разбился при проведении боевой операции в районе Тагаб в провинции Каписа. По свидетельству очевидцев — был подбит талибами и сгорел после приземления. Оба члена экипажа, с незначительными ранениями, были эвакуированы спасательной командой.[185][186]
- 11 марта 2013 — UH-60L «Блэк Хок» (сер. номер 90-26270, рота В, 4-го батальона, 3-го авиаполка, 3-й бригады армейской авиации, 3-й пехотной дивизии Армии США). Разбился в районе Даман в окрестностях Кандагара во время ночного полёта в тяжёлых погодных условиях. Погибли все 5 военнослужащих США находившихся на борту.[187]
- 16 марта 2013 — OH-58D «Кайова» (3-й батальон, 17-го разведывательного авиаполка, 3-й авиабригады, 3-й пехотной дивизии Армии США). Разбился из-за отказа двигателя во время тренировочного полёта в районе Даман к востоку от Кандагара. Один из пилотов погиб, второй получил тяжёлые ранения и был эвакуирован спасательной командой.[188][189][190]
- 9 апреля 2013 — AH-64D «Апач» (сер. номер 09-05636, Национальная гвардия США). Разбился при невыясненных обстоятельствах во время разведывательного полёта в уезде Пачир Агам, провинции Нангархар. Оба пилота погибли.[191][192]
- 23 апреля 2013 — CH-47D «Чинук» (сер. номер 90-00214,  Армия США). Получил множественные повреждения фюзеляжа во время сильного  града, находясь на аэродроме Кандагара. Ремонт вертолёта был признан экономически нецелесообразным, он  был возвращён в США и впоследствии выставлен в качестве экспоната в «Ракетном парке» Ракетно-космического центра в г. Хантсвилл (Алабама).[193][194][195]
- 17 декабря 2013 — UH-60 «Блэк Хок» (сер. номер 09-20186, Армия США). Уничтожен в результате взрыва мины в районе Шахджой в провинции Забуль. Подрыв произошёл, когда вертолёт завис над местом посадки. Погибли 6 военнослужащих США, ещё 1 получил тяжёлые ранения.[196][197]

### 2014
- 26 апреля 2014 — «Линкс» Mk.9 (657-я эскадрилья, Армейской авиации Великобритании). Разбился в районе Тахта-Пули в провинции Кандагар. Погибли 5 британских военнослужащих, находившихся на борту. Предварительная версия катастрофы - технические неполадки.[198][199]
- 28 мая 2014 — UH-60M «Блэк Хок» (сер. номер 09-20192, 16-я авиабригада, Армии США). Разбился в ночное время в районе Маруф, провинции Кандагар,  столкнувшись во время взлёта с телекоммуникационной вышкой. Погиб 1 военнослужащий США, ещё 14 получили ранения.[200][201][202]
- 31 мая 2014 — CH-53E «Супер Стэллион» (сер. номер 163063, 466-й эскадрильи тяжёлых вертолётов, Корпуса морской пехоты США). Был разрушен в результате жёсткой посадки на ВПП. Экипаж отделался незначительными травмами.[203][204]

### 2015
- 11 октября 2015 — SA.330 «Пума» НС.Mk.2 (Королевские ВВС Великобритании). Разбился при посадке на   военной базе НАТО в окрестностях Кабула. Из 10 человек, находившихся на борту, погибли 2 британских члена экипажа, 2 военнослужащих США и 1 гражданский контрактник - гражданин Франции. Остальные пассажиры получили ранения. Предварительная причина катастрофы - столкновение с тросом, удерживающем наблюдательный аэростат.[205][206]

### 2017
- 27 октября 2017 — MH-47G «Чинук» (4-я эскадрилья,160-го авиаполка спецопераций Армии США). Потерпел крушение во время ночного рейда в районе Харвар в провинции Логар. Пилот погиб, ещё 6 военнослужащих США, находившихся на борту, получили ранения. По предварительным данным вертолёт во время приземления задел винтом дерево и совершил жёсткую посадку.[207][208]

### 2019
- 25 мая 2019 — СH-47F «Чинук» (Армия США). Совершил жёсткую посадку в ночное время в провинции  Гильменд в результате чего был полностью разрушен. В происшествии пострадало несколько пассажиров и членов экипажа. Предварительная причина аварии - сбой в работе одного из двигателей.[209][210][211]
- 20 ноября 2019 — AH-64D «Апач» (Армия США). Разбился в ночное время в районе Шарх в провинции Логар. Оба пилота погибли. По предварительным данным вертолёт задел винтами склон горы, что привело к его  крушению.[212][213]

## Самолёты
- 12 декабря 2001 — B-1B «Лансер» (сер. номер 86-0114, ВВС США). Упал в Индийский океан из-за отказа одного из двигателей в 60-ти милях к северу от авиабазы на острове Диего-Гарсия, направляясь на боевую миссию в Афганистан. Экипаж катапультировался и был подобран командой эсминца «Russell».[214][215]
- 9 января 2002 — KC-130R «Геркулес» (сер. номер 160021, Корпус морской пехоты США) при посадке на авиабазе Шамси в Белуджистане (Пакистан) в ночное время суток столкнулся с горой[216], погибли все 7 человек на борту (6 членов экипажа и 1 пассажир)[217]
- 13 февраля 2002 — MC-130Р «Комбат Шедоу» (сер. номер 66-0213, ВВС США). Разбился в отдалённом районе на востоке Афганистана. Незначительные травмы получили 8 членов экипажа. Повреждённый самолёт был уничтожен на месте аварии американскими войсками.[218][219]
- 8 марта 2002 — F-14А «Томкэт» (сер. номер 158618, 211-й истребительной эскадрильи, Тихоокеанского флота ВМС США). Во время ночной посадки на борт авианосца «John C. Stennis», при возвращении с боевого вылета в Афганистан, не смог остановиться из-за поломки тормозного крюка и упал в воды Аравийского моря. Оба лётчика успели катапультироваться и были подобраны спасательным вертолётом.[220][221][222]
- 13 июня 2002 — MC-130H «Комбат Тэлон II» (сер. номер 84-0475, ВВС США). Потерпел катастрофу вскоре после взлёта, в 35 милях к юго-западу от Гардеза, в провинции Пактия. Из 10 человек, находившихся на борту, погибли 2 члена экипажа и 1 военнослужащий США. 7 человек получили ранения.[223][224]
- 22 июня 2005 — U-2S «Дрэгон Лэди» (ВВС США). Разбился во время ночной посадки на авиабазе Al Dhafra в ОАЭ при возвращении из разведывательной миссии в Афганистане. Пилот погиб. Причина катастрофы — совокупность технических проблем и человеческого фактора.[225][226]
- 14 октября 2005 — «Харриер» II GR7А (сер. номер ZD469, Королевские ВВС Великобритании). Один из двух самолётов, повреждённых при ракетном обстреле аэродрома Кандагара. Возвращён в Великобританию и признан не подлежащим ремонту. Другой повреждённый «Харриер» был отремонтирован на месте.[227][228]
- 24 мая 2006 — C.1 «Геркулес» (сер. номер XV206, 47-я эскадрилья Королевских ВВС Великобритании). При посадке в Лашкар Гах, столице провинции Гильменд, подорвался на противотанковой мине, заложенной на ВПП, и полностью сгорел. Находившиеся на борту 9 членов экипажа и 28 пассажиров, включая посла Великобритании в Афганистане, успели эвакуироваться. Лёгкие травмы получили 3 человека.[229][230]
- 31 августа 2006 — F-16A Block 20MLU «Файтинг Фалкон» (сер. номер J-364, 312-й эскадрильи, Королевских ВВС Нидерландов). Разбился в 7:00 по местному времени в провинции Газни, при возвращении с боевого вылета. Пилот погиб. Точная причина катастрофы так и не была определена.[231][232]
- 2 сентября 2006 — «Нимрод» MR.2 (сер. номер XV230, ВВС Великобритании). Потерпел катастрофу в 20 км к западу от Кандагара при выполнении разведывательного полёта. Причиной катастрофы явился пожар на борту, произошедший после дозаправки самолёта в воздухе. Все 14 британских военнослужащих, находившихся на борту, погибли.[233][234]
- 20 марта 2007 — F/A-18C «Супер Хорнет» (сер. номер 164725, 323-й ударной истребительной эскадрильи, Корпус морской пехоты США). Упал ночью в воды Аравийского моря, сразу после взлёта с авианосца «John C. Stennis», направляясь на боевую миссию в Афганистан. Пилот катапультировался и был подобран спасательным вертолётом.[235][236]
- 24 августа 2007 — C.1P «Геркулес» (сер. номер XV205, 47-я эскадрилья Королевских ВВС Великобритании). Получил тяжёлые повреждения при посадке в ночных условиях в пустыне и уничтожен на месте британскими войсками. О пострадавших не сообщалось.[237]
- 4 апреля 2008 — B-1B «Лансер» (сер. номер 86-0116, ВВС США). Во время посадки на авиабазе Al-Udeid в Катаре, после возвращения с боевого вылета в Афганистан, из-за отказа тормозной системы не сумел остановиться и врезался в бетонный барьер безопасности. В результате возникшего пожара и последующей детонации боеприпасов самолёт был полностью уничтожен. Также получили повреждения два транспортных C-130J «Геркулес». Экипаж успел вовремя покинуть машину и не пострадал.[100][238][239]
- 21 октября 2008 — P-3 «Орион» (ВМС США). При посадке на авиабазе в Баграме съехал с ВПП и уничтожен в результате возникшего пожара. Один член экипажа получил незначительную травму.[240]
- 14 мая 2009 — «Харриер» II GR9 (сер. номер ZG478, 1-я истребительная эскадрилья Военно-морского ударного авиакрыла Королевских ВВС Великобритании). При посадке на аэродроме Кандагара из-за высокой скорости снижения у самолёта подломились шасси, в результате чего он ударился о ВПП и загорелся. Пилот катапультировался. Самолёт сгорел.[241][242]
- 18 июля 2009 — F-15E «Страйк Игл» (сер. номер 90-0231, 336-я истребительная эскадрилья, 4-й оперативной группы, 4-го истребительного авиакрыла ВВС США). Разбился ранним утром из-за ошибки пилота, при проведении операции непосредственной авиационной поддержки наземных сил в провинции Газни, на востоке страны. Оба члена экипажа погибли.[243]
- 20 июля 2009 — «Торнадо» GR4 (сер. номер ZA596, 12-й эскадрильи, 1-й боевой авиагруппы, 140-го экспедиционного авиакрыла Королевских ВВС Великобритании). Разбился на аэродроме Кандагара во время взлёта. Оба члена экипажа катапультировались. Самолёт сгорел.[244][245]
- 13 октября 2009 — C-12 «Гурон» (сер. номер 78-23135, Армия США) Разбился в горном районе провинции Нуристан, выполняя разведывательный полёт. Экипаж состоял из 3-х гражданских подрядчиков — персонала компании Локхид Мартин. Все находившиеся на борту — погибли.[106]
- 5 февраля 2010 — C-130Е «Геркулес» (сер. номер 1506, ВВС Польши). Совершил аварийную посадку в аэропорту Мазари-Шарифа в провинции Балх после того как во время полёта, пытаясь избежать столкновения с горой, задел верхушки деревьев. 4 члена экипажа не пострадали. Самолёт, получивший в результате происшествия существенные повреждения, был возвращён в Польшу и разобран на запчасти.[246][247][248]
- 31 марта 2010 — E-2C «Хокай» (сер. номер 165508, 121-й авианосной эскадрильи раннего предупреждения, 7-го авианосного авиакрыла ВМС США). Упал в северной части Аравийского моря, возвращаясь на борт авианосца «Дуайт Эйзенхауэр» после выполнения боевого задания. Причина падения — механическая неисправность. Один член экипажа погиб. Трое катапультировались и спасены.[249]
- 28 ноября 2010 — «Рафаль» F.3 (сер. номер 18, 12-й флотилии ВМС Франции). Упал в Аравийское море, возвращаясь на авианосец «Шарль де Голль» (фр. Charles de Gaulle) после выполнения боевого задания по поддержке коалиционных сил. Катастрофа произошла в 100 км от побережья Пакистана. Причина — техническая неисправность. Пилот катапультировался и был подобран спасательным вертолётом.[250][251]

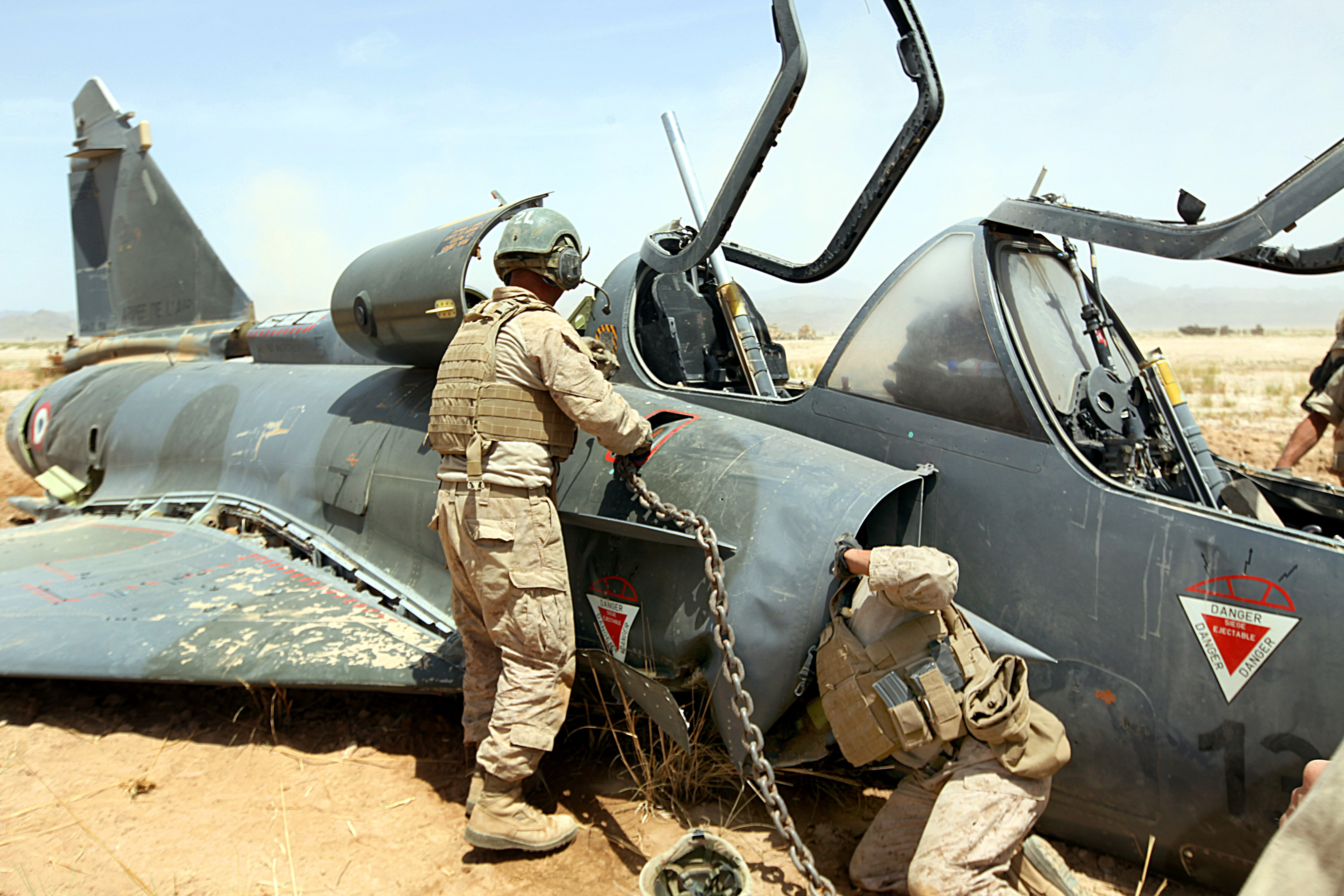
Французский «Мираж 2000», потерянный в Афганистане

- 24 мая 2011 — «Мираж» 2000D (сер. номер 3-JK 612, истребительного авиакрыла 2/3 «Шампань» (фр. Escadron de chasse 2/3 "Champagne") ВВС Франции)). Упал в провинции Фарах, в 100 километрах западнее города Фарах, при выполнении боевого задания по поддержке коалиционных сил. Причина катастрофы — техническая неисправность. Оба пилота катапультировались и были подобраны спасательным вертолётом. Это первая потеря французского военного самолёта на территории Афганистана с начала военных действий.[252][253]
- 18 декабря 2011 — М-28 «Скайтрак» (сер. номер 08-0319, 318-я эскадрилья специальных операции, 27-е авиакрыло специальных операций, ВВС США).  При  посадке в населённом пункте Валан Рабат в районе Шахджой в провинции Забуль съехал с ВПП и перевернулся. На борту находилось три члена экипажа и четыре пассажира. Все отделались незначительными травмами. Самолёт разрушен.[254]
- 18 февраля 2012 — U-28A «Пилатус» (сер. номер 07-0736, 34-я эскадрилья специальных операции, ВВС США). Разбился в Джибути, при заходе на посадку, в пяти милях от взлетно-посадочной полосы американской военно-морской базы Lemonnier, возвращаясь из разведывательного полёта над Афганистаном. Причиной катастрофы названа «пространственная дезориентация» пилота. Все 4 члена экипажа — погибли.[255][256]
- 14 сентября 2012 — шесть AV-8B «Харриер» II (211-й штурмовой эскадрильи, 13-й авиагруппы, 3-го авиакрыла КМП США). Были уничтожены на земле при нападении талибов на американскую военную базу Кэмп-Лэзернек в провинции Гильменд. Ещё два Харриера в результате нападения были повреждены.[257][258][259]
- 14 сентября 2012 — C-130Е «Геркулес» (ВВС США). Уничтожен на земле при нападении талибов на американскую военную базу Кэмп-Лэзернек в провинции Гильменд.[260][261][262]
- 3 апреля 2013 — F-16С Block 50 «Файтинг Фалькон»  (сер. номер 00-0219, 77-я экспедиционная истребительная эскадрилья, 20-й оперативной группы, 20-го истребительного авиакрыла, 9-й воздушной армии ВВС США). Разбился поздним вечером, врезавшись в гору в 20 км к юго-востоку от авиабазы Баграм, в районе Дех Сабз, в провинции Кабул, при возвращении с боевого вылета. Пилот погиб. Причиной катастрофы названа совокупность плохих погодных условий и ошибок в пилотировании.[263][264]
- 8 апреля 2013 — F/A-18F «Супер Хорнет» (сер. номер 166615, 103-я ударная истребительная эскадрилья, ВМС США). Упал в воду и затонул в северной части акватории Аравийского моря при возвращении на борт авианосца «Дуайт Эйзенхауэр».  Причиной аварии явились повреждения одного из двигателей самолёта, полученные при проведении дозаправки в воздухе во время боевой миссии в Афганистане. Пилоты катапультировались и были подобраны спасательной командой.[265][266]
- 23 апреля 2013 — BAe.125 CC3  (сер. номер ZD704, 32-й  эскадрильи, Королевских ВВС Великобритании). Получил множественные повреждения фюзеляжа во время сильного  града, находясь на аэродроме Кандагара. Самолёт был возвращён в Великобританию и впоследствии признан неремонтнопригодным.[267][268][269]
- 27 апреля 2013 — МC-12W «Либерти» (сер. номер 09-0676, 361-й экспедиционной разведывательной эскадрильи,  451-го воздушного экспедиционного авиакрыла, ВВС США). Разбился в районе Шахджой в провинции Забуль, когда, выполняя разведывательный полёт, при попытке набрать высоту сорвался в штопор. Погибли все 4 члена экипажа.[270][271][272]
- 3 мая 2013 — КC-135R «Стратотанкер» (сер. номер 63-8877, 376-го воздушного экспедиционного авиакрыла, ВВС США). Разбился на территории Киргизии в высокогорном ущелье в Панфиловском районе Чуйской области, к западу от авиабазы Манас, направляясь на боевую миссию поддержки в Афганистан. Погибли 3 члена экипажа. Причиной катастрофы явились неправильные действия экипажа в условиях повышенной турбулентности, вызвавшие отрыв хвостовой части самолёта.[273][274]
- 19 мая 2013 —C-130J «Геркулес» (сер. номер 04-3144, 41-я эскадрилья воздушных перевозок, 19-го экспедиционного авиакрыла, ВВС США). Получил сильные повреждения в результате жёсткой посадки и последующего возгорания на ВПП передовой оперативной базы Shank в провинции Логар. Члены экипажа не пострадали. Повреждённый самолёт был лишён уцелевшей части оборудования и уничтожен силами ISAF 1,5 месяца спустя.[275][276][277]
- 10 июля 2013 — AV-8B «Харриер» II (сер. номер 165581, 311-й штурмовой эскадрильи, КМП США). Во время посадки на базе Кэмп-Бастион в провинции Гильменд, в результате поломки шасси выехал за пределы ВПП и загорелся. Экипаж успел покинуть аварийную машину и не пострадал. В результате возникшего пожара самолёт получил, по одним данным, сильные повреждения, по другим - был полностью уничтожен.[278][279]
- 10 января 2014 — RC-12 «Гуардрэйл» (Армия США). Разбился в районе авиабазы Баграм во время выполнения разведывательного полёта в раннее время суток. Погибли 2 военнослужащих США и гражданский служащий ISAF, находившиеся на борту. Вероятной причиной катастрофы названо попадание самолёта в зону повышенной турбулентности, вызванной следом от транспортного С-17.[280][281][282]
- 2 октября 2015 —C-130J «Геркулес» (774-я эскадрилья воздушных перевозок, 455-го экспедиционного авиакрыла, ВВС США). Разбился ночью, сразу после взлёта, в аэропорту Джелалабада в провинции Нангархар. Погибло 13 человек: 6 членов экипажа, 5 гражданских подрядчиков, находившихся на борту, и 2 местных жителя на земле.[283][284]
- 29 марта 2016 — F-16 «Файтинг Фалькон» (455-го экспедиционного авиакрыла, ВВС США). Разбился во время взлёта с  авиабазы Баграм. Пилот катапультировался и не пострадал.[285]
- 27 января 2020 — Bombardier E-11A «Глобал экспресс» (сер. номер 11-9358, 430-го экспедиционного эскадрона, ВВС США). Разбился в провинции Газни на территории подконтрольной талибам. Согласно официальным данным погибли двое пилотов ВВС США. Представители АНА сообщали об обнаружении на месте катастрофы четырёх тел погибших, представители талибов - о шести. По основной версии, самолёт потерпел крушение из-за неисправности двигателя.[286][287][288]

## Конвертопланы
- 9 апреля 2010 — CV-22B «Оспри» (сер. номер 06-0031, 8-й эскадрильи спецопераций, 1-го авиакрыла спецопераций ВВС США). Разбился во время посадки в тёмное время суток в 11 км от города Калат в провинции Забуль. Причина катастрофы — техническая неисправность либо ошибка экипажа. Из 19-ти человек на борту, погибли 2 члена экипажа, 1 военнослужащий США и афганская женщина — переводчик, несколько человек получили ранения. Повреждённый конвертоплан был уничтожен бомбовым ударом.[289][290]

## Беспилотные летательные аппараты
- Австралия: в период с декабря 2009 года до 27 июня 2012 года имели место «несколько происшествий», связанных с БПЛА, и по меньшей мере 1 беспилотный аппарат «Heron» разбился[291] 4 июня 2010 года в районе Кандагара[292]
- Великобритания: в период с 2007 года до 15 декабря 2012 года потеряла в Афганистане 1 «Reaper» и 11 «Hermes 450»[293], также были потеряны 25 мини-БПЛА «Black Hornet» и «Tarantula Hawk»[294];
- Германия:

- 12 февраля 2004 в результате аварии столкнулся с крышей одного из зданий в городе Кабул разведывательный БПЛА немецкого контингента ISAF
- 24 сентября 2009 — над Кабулом беспилотный аппарат «Luna X-2000» немецкого контингента ISAF оказался в 50 метрах от заходившего на посадку авиалайнера Airbus A300 афганской авиакомпании «Ariana», попал в воздушные потоки и разбился, поскольку управление аппаратом было утрачено.
- 17 марта 2010 — на базе немецкого контингента в районе города Кундуз беспилотный аппарат «Heron-1» после выполнения первого тестового полёта приземлился, но затем начал ускорение и врезался в стоявший на взлетной полосе транспортный самолёт C.160. В результате столкновения БПЛА получил непоправимые повреждения.
- в конце июля 2010 года в провинции Кундуз по техническим причинам разбился беспилотный аппарат «Luna X-2000»
- в начале августа 2010 года в провинции Кундуз по техническим причинам разбился беспилотный летательный аппарат «KZO» немецкого контингента
- 19 декабря 2010 в результате отказа двигателя был потерян беспилотный аппарат «Heron-1», обломки были уничтожены взрывом
- в августе 2011 года представитель ISAF сообщил, что в районе Charkhab провинции Кундуз «по техническим причинам» разбился БПЛА немецкого контингента, но отказался сообщить дополнительную информацию об этом инциденте.

- Испания:

- в начале июля 2008 года по неустановленной причине разбился беспилотный самолёт-разведчик «Searcher-2» испанского контингента.
- 28 ноября 2012 в уезде Паштун Заргун провинции Герат по технической причине разбился БПЛА испанского контингента, производивший аэросъёмку местности

- Канада:

- в период с начала использования БПЛА в ноябре 2003 года до начала мая 2004 года имели место 4 авиапроисшествия с БПЛА канадского контингента, при этом 20 марта 2004 один разведывательный БПЛА не сумел набрать высоту и потерпел аварию, врезавшись в крышу здания в Кабуле
- в период c 2007 до конца 2010 года в Афганистане разбились ещё несколько БПЛА канадского контингента

- Франция: в период с 15 октября 2008 года до 29 июня 2012 года потеряла в Афганистане 12 аппаратов «Sperwer»[307]
- США: есть сведения о потере нескольких БПЛА

- первые два американских БПЛА были потеряны в Афганистане в конце сентября 2001 года (перед началом военной операции) и 3 ноября 2001 года
- 30 декабря 2001 в северо-восточном Афганистане разбился RQ-4A «Global Hawk» ВВС США (номер AV-5)
- 22 января 2002 в результате технической неисправности разбился БПЛА "Predator" ВВС США, он стал третьим аппаратом данного типа, который США потеряли с начала операции в Афганистане
- 18 мая 2002 в результате технической неисправности в 25 км от города Джейкобабад разбился БПЛА "Predator" США
- в ночь с 10 на 11 июля 2002 на территории Пакистана разбился RQ-4A «Global Hawk» ВВС США. Он стал вторым БПЛА данного типа, потерянным США с начала военной операции в Афганистане
- 20 января 2003 во время тренировочного полёта над южной частью Пакистана разбился "Predator" ВВС США стоимостью около 3,2 млн долларов США
- в феврале 2007 в 60 милях к северо-востоку от города Джелалабад по причине технической неисправности разбился беспилотный летательный аппарат MQ-1 «Predator» ВВС США
- в июне 2008 в шести милях к югу от авиабазы Кандагар разбился беспилотный летательный аппарат MQ-1 «Predator»
- в ноябре 2008 над авиабазой Кандагар был потерян «Predator» — вскоре после взлёта в ветреную погоду было потеряно управление и БПЛА разбился
- 13 мая 2009 при неустановленных обстоятельствах в Афганистане был потерян MQ-1B «Predator» ВВС США;
- 13 сентября 2009 в Афганистане была потеряна связь с американским MQ-9 «Reaper», который был уничтожен ракетой «воздух-воздух» истребителя F-15E
- 15 января 2010 года, выполняя ночной полёт над южными районами Афганистана, разбился MQ-1 «Predator» ВВС США;
- 9 февраля 2010 в восточном Афганистане разбился MQ-1B «Predator» ВВС США;
- 14 марта 2010 года в южном Афганистане разбился MQ-1B «Predator» ВВС США;
- в конце сентября 2010 беспилотный летательный аппарат США разбился в провинции Пактика;
- середине марта 2011 в районе Мусахейль уезда Гиро провинции Газни был потерян 1 беспилотный летательный аппарат США. Представитель талибов выступил с сообщением, что БПЛА был сбит, пресс-служба контингента США на авиабазе в Баграме подтвердила инцидент, но сообщила, что БПЛА упал в связи с возникшими на его борту техническими неполадками
- 15 августа 2011 в районе военной базы "Sharana" беспилотный летательный аппарат RQ-7 «Shadow» столкнулся в воздухе с транспортным самолётом C-130, в результате БПЛА был уничтожен, а самолёт получил серьёзные повреждения и был вынужден совершить аварийную посадку.
- 20 августа 2011 в 105 милях к северо-востоку от Кандагара разбился EQ-4B «Global Hawk» (номер 04-2017) ВВС США;
- 17 сентября 2011 на территории Пакистана, недалеко границы с Афганистаном, в районе селения Jangara провинции Южный Вазиристан разбился беспилотный аппарат США
- 18 февраля 2012 на территории Пакистана, в местности Machikhel (на территории провинции Северный Вазиристан, в 30 км к востоку от города Мираншах) разбился беспилотный летательный аппарат США, официальные лица подтвердили инцидент
- 6 апреля 2012 в северном Афганистане разбился беспилотный летательный аппарат MQ-8B Fire Scout, командование ISAF подтвердило потерю аппарата.
- 14 апреля 2012 в результате отказа двигателя разбился MQ-1B Predator ВВС США (162nd Reconnaissance Squadron)
- 1 декабря 2012 беспилотный летательный аппарат США разбился в районе Zarghun Shahar (провинция Пактика)
- 5 июня 2013 в провинции Гильменд к северу от военной базы "Camp Leatherneck" разбился беспилотный летательный аппарат K-MAX морской пехоты США

- кроме того, в некоторых инцидентах принадлежность БПЛА не упоминалась:

- 3 августа 2011 года беспилотный летательный аппарат НАТО разбился в провинции Нангархар на востоке Афганистана, в районе сельскохозяйственной фермы Хадда, в окрестностях города Джелалабад. По данным ISAF, крушение БПЛА произошло из-за технических неполадок на борту летательного аппарата.
- 7 октября 2011 года в районе Чарх Аб города Кундуз провинции Кундуз был потерян 1 беспилотный летательный аппарат ISAF. Представитель талибов выступил с сообщением, что БПЛА был сбит, пресс-служба ISAF подтвердила инцидент, но сообщила, что БПЛА упал в связи с возникшими на его борту техническими неполадками
- 11 декабря 2012 года беспилотный летательный аппарат МССБ разбился в провинции Гильменд.
- 27 декабря 2012 года в уезде Ахмадабад провинции Пактия разбился БПЛА ISAF, обломки были эвакуированы
- 26 апреля 2014 в уезде Шайгал провинции Кунар разбился беспилотный аппарат ISAF
- 4 марта 2017 в районе авиабазы Баграм разбился БПЛА коалиционных сил

## Данные, требующие уточнения
В октябре 2013, выступая перед Конгрессом США, генерал-лейтенант Уильям М. Фалкнер обнародовал данные по безвозвратным потерям авиации Корпуса морской пехоты США в ходе военной операции в Афганистане. По озвученным данным, с октября 2001 по сентябрь 2013 КМП США было потеряно:
UH-1N,  Huey – 2 ед.
CH-46E, Sea Knight – 2 ед.
CH-53D, Super Stallion – 1 ед.
CH-53E, Super Stallion – 1 ед.
AH-1W,  Cobra – 5 ед.
KC-130R, Hercules – 1 ед.
F-18C,  Hornet – 1 ед.
AV8-B,  Harrier – 7 ед.
RQ-7B,  Shadow - 1 ед.
K-MAX, - 1 ед.
Для приведения данных в соответствие с озвученной информацией, в список  добавлены сведения о происшествиях в указанный период времени с данного типа летательными аппаратами, в источниках которых нет явного указания на безвозвратную потерю аппарата. А именно: 01/07/2008 (CH-46E) и 10/07/2013 (AV8-B). По недостающему AH-1W информации пока нет (в список и общую таблицу не внесён). 

## Общая статистика
По состоянию на 16 июля 2025 года в списке перечислены следующие потери:
| Вертолёты                           | #  |
| «Chinook» CH-47/MH-47/CH-147/HC.2   | 34 |
| «Black Hawk» UH-60/HH-60/MH-60/S-70 | 21 |
| «Apache» AH-64                      | 17 |
| «Kiowa» OH-58                       | 10 |
| «Sea Stallion» CH-53/MH-53          | 7  |
| «Super Cobra» AH-1W                 | 4  |
| «Iroquois» UH-1N/UH-1Y/CH-146       | 3  |
| «Hind» Ми-24                        | 3  |
| «Sea Knight» CH-46                  | 2  |
| «Gazelle» SA-342M                   | 2  |
| «Super Puma» AS.332                 | 2  |
| «Puma» AS.330                       | 1  |
| «Cougar» AS.532                     | 1  |
| «Tiger» ЕС665                       | 1  |
| «Lynx»                              | 1  |
| «Merlin» AW101                      | 1  |
| Итого: 110 вертолётов               |    |

| Самолёты                  | # |
| C-130/KC-130/МC-130/C.1   | 9 |
| Харриер II                | 9 |
| C-12/МС-12/Beechcraft 300 | 3 |
| F-16                      | 3 |
| F/A-18                    | 2 |
| B-1B                      | 2 |
| КC-135                    | 1 |
| E-2C                      | 1 |
| F-14                      | 1 |
| F-15E                     | 1 |
| P-3                       | 1 |
| U-2                       | 1 |
| U-28                      | 1 |
| М-28                      | 1 |
| BAe.125                   | 1 |
| Мираж 2000                | 1 |
| Нимрод                    | 1 |
| Рафаль                    | 1 |
| Торнадо                   | 1 |
| Bombardier E-11A          | 1 |
| Итого: 42 самолёта        |   |

| Конвертопланы         | # |
| CV-22                 | 1 |
| Итого: 1 конвертоплан |   |

Эти данные не являются полными и могут меняться по мере обновления и дополнения списка.